# Habronestes bicornis
Habronestes bicornis là một loài nhện trong họ Zodariidae.
Loài này thuộc chi Habronestes. Habronestes bicornis được Barbara C. Baehr miêu tả năm 2003.